# Polylux (Gerät)

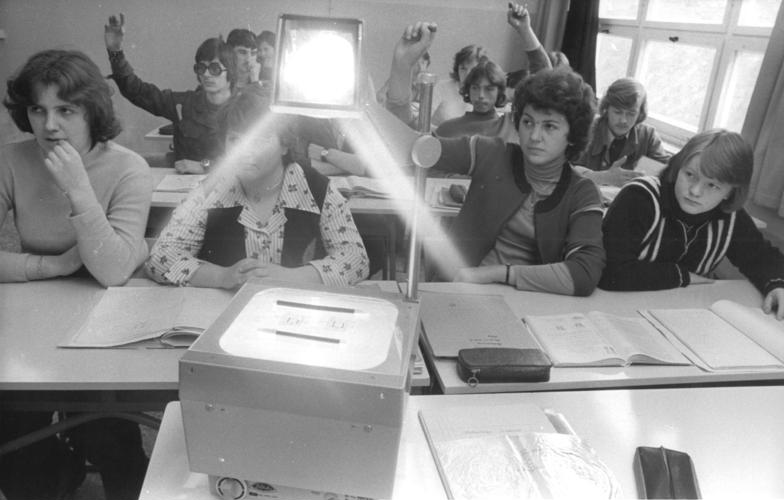
Polylux 1 im Klassenraum

(1) Querschnitt einer Fresnellinse
(2) Querschnitt einer herkömmlichen Linse gleicher Größe und Brennweite

Der Polylux ist ein ursprünglich in der DDR produzierter Tageslichtprojektor. In der DDR war Polylux ein Gattungsname für Tageslichtprojektoren.

## Geschichte
Hergestellt wurde der Polylux in der DDR seit 1969 vom Volkseigenen Betrieb VEB Phylatex-Physikgerätewerk DDR in Frankenberg bei Chemnitz (damals Karl-Marx-Stadt). Er war unter anderem an den Bildungseinrichtungen der DDR weit verbreitet. Ab 2004 war Polylux ein eingetragenes Warenzeichen der Polytechnik Frankenberg GmbH, die das Gerät als Nachfolgeunternehmen des ursprünglichen Polylux-Produzenten baute und vertrieb. Pro Jahr wurden bis zur Wende 1989 durchschnittlich 27.000 Geräte gebaut, die auch in die Sowjetunion exportiert wurden. Im Jahr 2004 waren es noch 6.000 gebaute Geräte pro Jahr.
2006 wurde das Unternehmen geschlossen.
Das Wort Polylux (aus dem Griechischen und Lateinischen: „viel Licht“) erfand Erich Schöpe, Diplom-Physiker und ehemaliger Entwicklungsleiter des Polylux-Herstellers. Im aktuellen Sprachgebrauch in Ostdeutschland ist es noch weit verbreitet.
Ursprünglich waren die Gerätelinsen des Polylux aus Glas. Zur Gewichtsverringerung kamen später Linsen aus Kunststoff zum Einsatz, insbesondere die großflächige Fresnellinse wurde aus Kunststoff gefertigt. Die Folienauflage war aus Glas.

## Polylux 1
Das Gehäuse des Polylux 1 bestand aus Kunststoff und enthielt einen Lüfter mit temperaturabhängigem Nachlauf (Bimetallschalter) zur Vermeidung eines Wärmestaus. Das Leuchtmittel war eine Halogen-Glühlampe für Netzspannung mit einer Leistung von 650 Watt. Diese ließ sich über Vorwiderstände in Sparschaltung für eine verlängerte Lebensdauer bei geringfügig reduzierter Lichtleistung betreiben. Die ersten Modelle hatten dazu einen Drehschalter, während später zwei getrennte Kippschalter eingesetzt wurden. Der Drehschalter bot den Vorteil, dass zwangsweise über die Sparschaltung und damit die Widerstände eingeschaltet wurde, was durch Begrenzung des hohen Einschaltstromes der Lampe zugutekam.

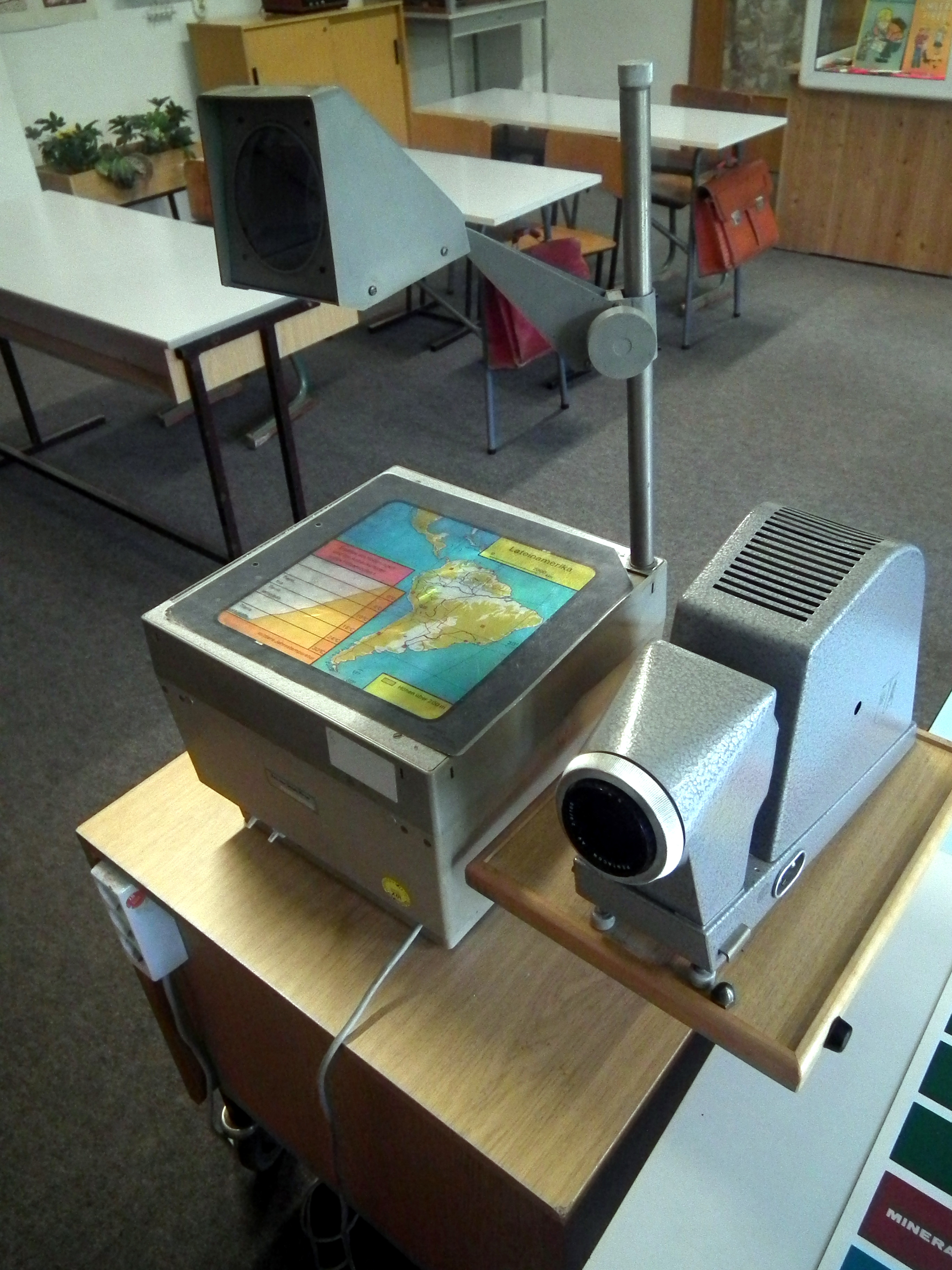
Polylux 1 mit thematischer Karte von Lateinamerika im DDR-Museum Pirna

## Polylux 2

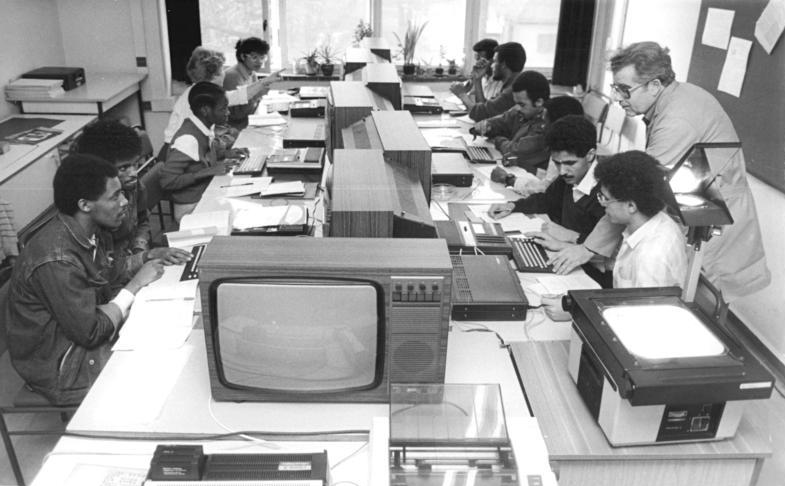
Polylux 2

Das Modell Polylux 2 war etwas größer und auch schwerer, da es nun einen Transformator für die mit 24 V versorgte Lichtwurflampe mit einer Leistung von 250 W enthielt. Die elektrischen Bedienungselemente bestanden aus zwei Wippenschaltern, wobei einer als Netzschalter und der andere für Umschaltung zwischen Sparschaltung und voller Lichtleistung diente. Letzteres wurde über einen roten Leuchtmelder signalisiert. Der von einem Spaltpolmotor angetriebene Axiallüfter ist von der Rückseite auf die Seite gewandert und besaß bei ausgeschaltetem Gerät keinen Nachlauf mehr. Stattdessen enthielt das Gerät einen Bimetallschalter, welcher bei Überhitzung die Lampe ausschaltete. Der Polylux 2 hatte noch keinen heute üblichen Lampenwechsler, um beim Ausfall der Lichtwurflampe im Betrieb direkt auf die Ersatzlampe wechseln zu können.
Es gab weiterhin einen Sicherheitsschalter, der bei geöffnetem Oberdeckel eine Inbetriebnahme verhinderte, so dass keine Berührung spannungsführender oder heißer Teile bzw. Unfallgefahr am laufenden Lüfter bestand, da außerdem bei offenem Deckel die notwendige Kühlung der Lampe bzw. des Lampenhauses nicht gegeben war und der Ausführende bei eingeschalteter Lampe ohnehin geblendet worden wäre.

## Fernsehsendung
Die vom ORB, später vom RBB produzierte Sendung Polylux wurde in Anlehnung an die „erhellende“ Funktion des Geräts nach dem Polylux benannt.